# Bodarna, Gagnefs kommun
Bodarna är en småort i Gagnefs socken i Gagnefs kommun. Den ligger söder om Västerdalälvens utflöde i Dalälven. Det finns en vägbro över Västerdalälven som förbinder byn norrut mot Djurås och E16.